# Huércal de Almería
Huércal de Almería è un comune spagnolo  situato nella comunità autonoma dell'Andalusia.